# Félicien-Alfred-Marie Monginoux
Félicien-Alfred-Marie Monginoux, francoski general, * 1885, † 1968.